# 夢の涯てまでも (曲)
「夢の涯てまでも」（Until the End of the World）は『アクトン・ベイビー(Achtung Baby)』に収録されているU2の楽曲である。

## 概要
正式のレコーディングに入る前に1990年にSTSスタジオでセッションを行った時にボノが作った「Fat Boy」というギターリフが元。エッジはそのリフを大変気に入っていたが、なかなか形にすることができなかった。とその時、ヴィム・ヴェンダースから映画『夢の涯てまでも』（Until the End of the World）の主題歌の依頼が来て、エッジがもう1度デモにて加えてみることにして、アダムとラリーと一緒にバッキングトラックを作った。さらにオーバーダブを何度も繰り返し、ラリーがパーカッションループを、フラッドが"スピーカーから聞こえるような"大きなギターの音を、ラノワはイントロで聞こえるコンガの音を付け加えた。途中、イーノは、これらの細工が曲に悪い影響を与えていると信じ込み、アシスタントに「曲が消えてしまった」と嘘をついて、いくつかのオーバーダブを取り除こうとしたこともあった。
歌詞はボノがウェクスフォードのアリの父親の実家で作ったものだが、しっくりくるキーが見つからず、会話調になった。内容はイエスとユダの会話で、最初のヴァースは最後の晩餐、2番目のヴァースはゲツセマネの祈り、3番目のヴァースは罪と後悔の念に苛まれたユダの自殺についてのものになっている。歌詞を書くにあたっては、ジョン・キーツ、パーシー・ビッシュ・シェリー、ジョージ・ゴードン・バイロンといったUKの詩人の著作を参考にした。
結果は上々で、曲はアルバムとサントラで折半することにして、タイトルはヴェンダースの映画から拝借した。

## PV
- 監督：リッチー・スマイス
- プロデューサー：ネッド・オハンロン
- 編集： ヒュー・チョロナー
- スペシャルサンクス：ヴィム・ヴェンダース
- ロケ地：Windmill Lane Studios（ダブリン）
- 撮影日：1991年11月
- リリース日：1992年10月9日

ヴィム・ヴェンダースがスマイスに映画の映像を送ってきたが、スマイスはその映像をPVの中で使うのではなく、その映像にインスパイアされたビデオを撮ることにした。イメージが暗闇の中に消えるような効果を狙って、ビデオは黒を基調にすることにした。ホラー映画の白昼夢ではなく、本当の白昼夢のような人が不安になるような夢のような映像にしたかったのだという。
撮影はスマイスのやりたいようにやらせ、バンドのメンバーを別々に撮影した。シュールリアリズムの彫像のようなアダムとラリーのイメージは、曲調の暗さを映像的に表現したものである。2人がヌードなのは、スマイスが「夢の中ではどんな服を着るのだろうか？」と考えた挙げ句、「裸だ」と思いついたからだ。

またスマイスはエッジを粘着テープでぐるぐる巻きにしたが、ハサミを失くしてしまった
彼をテープで密封した時、面白いことがあったんだよ。僕はスタイリストとお喋りしたり、冗談を言ったりしているうちに、彼が呼吸できないことを忘れてしまってね。ハサミを探さなければならなくなったんだけど、探すのに時間がかかりそうだったから、指で穴を開けなければならなかった。だから完成した映像にはエッジが鼻で息をするシーンが映っているよ。とてもクールであのPVで最高のシーンだ（スマイス）
最後にボノがキスするシーンはユダのキスかどうかスマイスは明らかにしていない。
時間がなかったので、バンドのシーンは最終編集の段階で完成した。このPVは画面が暗いせいでMTVにはな流れず、1992年にリリースされた『Achtung Baby: The Videos, The Cameos, and a Whole Lot of Interference from Zoo TV』に収録されている。

## アウトアピアランス
- 『夢の涯てまでも』 (1991) - ヴィム・ヴェンダースの1991年の映画「夢の涯てまでも」のサントラ。ヴェンダースは様々なミュージシャンに映画の設定と同じ1999年にいるつもりで曲を作ってくれと依頼した。U2が提供した「Until the End of the World (Soundtrack Version) 」はアルバムヴァージョンよりもラフに演奏され、曲の始まりにカウントが収録されている。